# Дадиани, Отиа Элизбарович
Князь О́тиа (О́тия, О́тий) Элизба́рович Дадиа́ни (Дадиа́нов, Дадиа́н) (груз. ოტია დადიანი; 15 [27] марта 1838 — 7 [20] июня 1915) — военный деятель Российской империи, генерал-майор (1900). Герой Русско-турецкой войны 1877—1878 гг.

## Биография
Отиа Дадиани родился 15 (27) марта 1838 года. Происходил из рода мингрельских владетельных князей Дадиани. Сын князя и штабс-капитана милиции Элизбара Георгиевича Дадиани, бывшего до присоединения к России мдиванегом (судьёй Мингрельского верховного правления); мать — урождённая княжна Цулукидзе. Воспитывался в Кутаисской гимназии. На службу поступил в 1855 году юнкером в 11-й Черноморский линейный батальон. Начало его военной карьеры совпало Крымской войной. В 1856 году за дела против турок Дадиани был награждён знаком отличия Военного ордена Св. Георгия 4-й степени.
1 (13) апреля 1857 года за отличие в сражении против горцев произведён в прапорщики, а в 1859 году в поручики. В 1860 году назначен адъютантом Кутаисского генерал-губернатора. В 1861 году произведён в поручики и награждён орденом святого Станислава 3-й степени с мечами и бантом.
20 ноября (2 декабря) 1865 года за отличие против горцев переведён тем же чином в Кавалергардский полк. В полк прибыл 22 мая (3 июня) 1866 года. 20 января (3 февраля) 1867 года по болезни уволен в отпуск и назначен мировым посредником Зугдидского уезда. В 1868 году произведён в штабс-ротмистры, 30 августа 1870 года в ротмистры, с отчислением по гвардейской кавалерии.
В 1877 году, в начале Русско-турецкой войны Отиа Дадиани был назначен инспектором конных дивизионов и пеших сотен милиции Зугдидского уезда. В апреле 1877-го открылись боевые действия в соседней Абхазии. 30 апреля 1877 года турецкий десант (в значительной мере укомплектованный абхазами-мухаджирами) захватил, после бомбардировки, Гудауту. 5 мая та же участь постигла Сухуми. Многие абхазские акыты (кланы) выступили в поддержку оккупантов. 10 августа того же года русские войска изгнали оккупантов. За особые отличия в делах с турками и возмутившимися абхазами князь Отиа Дадиани был в том же году награждён орденом Святой Анны 2-й степени с мечами. В 1878 году Дадиани сдал должность инспектора. В 1879 году назначен Озургетским уездным начальником.
В 1881 году Дадиани произведён в полковники, с оставлением в должности начальника Озергутского уезда. В 1883 году назначен Александропольским уездным начальником. В 1891 году отчислен от этой должности по болезни. Скончался доблестный князь 7 (20) июня 1915 года.

## Семья
Был женат (1853) на княжне Дарье Луарсабовне Челокаевой (Чолокашвили) и имел от неё детей:
- Екатерину (1868),
- Давида (1869),
- Ивана (1871),
- Нину (1872),
- Анну (1873),
- Тамару (1882) и
- Луарсаба (1884).

Крупный землевладелец. За ним числились в Сенакском уезде Кутаисской губернии 4000 десятин, а за женой в Тифлисском и Тионетском уездах, Тифлисской губернии — 7780 десятин земли.

## Награды
- Знак отличия Военного ордена святого Георгия 4-й степени
- Орден Святого Станислава 3-й степени с мечами и бантом
- Орден Святой Анны 2-й степени с мечами